# Nezamysl
Nezamysl foi um governante da Boémia. Fez parte do grupo de governantes considerados lendários. Foi antecedido no poder por Premysl e pela sua esposa, Libuse e sucedido por Mnata.